# Tour de França de 1960
El Tour de França 1960 serà dominat pels ciclistes italians, que col·locaren 4 corredors entre els 10 primers classificats. El vencedor final serà Gastone Nencini, el qual vestirà el mallot groc durant les darreres 12 etapes.
A la sisena etapa es produeix una escapada de 4 corredors (Gastone Nencini, Roger Rivière, Jan Adriaenssens i Hans Junkermann) que trauran més de 14' al gran grup i que marcarà el desenvolupament d'aquesta edició, ja que tres d'ells acabaren a les 4 primeres posicions d'aquesta edició.
Durant la 14a etapa Roger Rivière va patir un espectacular accident, que li hagués pogut costar la vida, en el descens del coll de Perjuret quan perseguia Gastone Nencini. Allà va perdre totes les opcions a la cursa i va truncar-se una prometedora carrera.
La sortida d'aquesta edició es farà des de Lilla, amb 4 formacions de 12 corredors i 9 de 8. Sols l'equip italià arribarà al complet a París.
Per primera vegada s'efectua un trasllat en tren entre dues ciutats, Bordeus i Mont-de-Marsan.

## Resultats

### Classificació general
| Classificació General                 | Classificació General | Classificació General | Classificació General |
| ------------------------------------- | --------------------- | --------------------- | --------------------- |
| 1.                                    | Gastone Nencini       | Itàlia                | 112h08'42"            |
| 2.                                    | Graziano Battistini   | Itàlia                | a 5'02"               |
| 3.                                    | Jan Adriaenssens      | Bèlgica               | a 10'24"              |
| 4.                                    | Hans Junkermann       | Alemanya              | a 11'21"              |
| 5.                                    | Jozef Planckaert      | Bèlgica               | a 13'02"              |
| 6.                                    | Raymond Mastrotto     | França                | a 16'12"              |
| 7.                                    | Arnaldo Pambianco     | Itàlia                | a 17'58"              |
| 8.                                    | Henry Anglade         | França                | a 19'17"              |
| 9.                                    | Marcel Rohrbach       | França                | a 20'02"              |
| 10.                                   | Imerio Massignan      | Itàlia                | a 23'28"              |
| 128 participats, 81 acabaren la cursa |                       |                       |                       |

### Gran Premi de la Muntanya
| 1r | Imerio Massignan    | 56 pts |
| 2n | Marcel Rohrbach     | 52 pts |
| 3r | Graziano Battistini | 44 pts |

### Classificació de la Regularitat
| 1r | Jean Graczyk        | 74 pts |
| 2n | Graziano Battistini | 40 pts |
| 3r | Gastone Nencini     | 36 pts |

### Classificació per equips
| 1r | França |

### Etapes
| Etapa  | Recorregut                       | km       | Guanyador            | Líder            |
| 1a (a) | Lilla - Brussel·les              | 108      | Julien Schepens      | Julien Schepens  |
| 1a (b) | Brussel·les - Brussel·les        | 28 (CRI) | Roger Rivière        | Gastone Nencini  |
| 2a     | Brussel·les - Malo-les-Bains     | 208      | René Privat          | Gastone Nencini  |
| 3a     | Malo-les-Bains - Dieppe          | 209      | Nino Defilippis      | Joseph Groussard |
| 4a     | Dieppe - Caen                    | 211      | Jean Graczyk         | Henry Anglade    |
| 5a     | Caen - Saint-Malo                | 189      | André Darrigade      | Henry Anglade    |
| 6a     | Saint-Malo - An Oriant           | 191      | Roger Rivière        | Jan Adriaenssens |
| 7a     | An Oriant - Angers               | 244      | Graziano Battistini  | Jan Adriaenssens |
| 8a     | Angers - Llemotges               | 240      | Nino Defilippis      | Jan Adriaenssens |
| 9a     | Llemotges - Bordeus              | 225      | Martin Van Geneugden | Jan Adriaenssens |
| 10a    | Mont-de-Marsan - Pau             | 228      | Roger Rivière        | Gastone Nencini  |
| 11a    | Pau - Luchon                     | 161      | Kurt Gimmi           | Gastone Nencini  |
| 12a    | Luchon - Tolosa                  | 176      | Jean Graczyk         | Gastone Nencini  |
| 13a    | Tolosa - Millau                  | 224      | Louis Proost         | Gastone Nencini  |
| 14a    | Millau - Avinyó                  | 217      | Martin Van Geneugden | Gastone Nencini  |
| 15a    | Avinyó - Gap                     | 187      | Michel Van Aerde     | Gastone Nencini  |
| 16a    | Gap - Briançon                   | 172      | Graziano Battistini  | Gastone Nencini  |
| 17a    | Briançon - Aix-les-Bains         | 229      | Jean Graczyk         | Gastone Nencini  |
| 18a    | Aix-les-Bains - Thonon-les-Bains | 215      | Fernando Manzaneque  | Gastone Nencini  |
| 19a    | Pontarlier - Besançon            | 83 (CRI) | Rolf Graf            | Gastone Nencini  |
| 20a    | Besançon - Troyes                | 229      | Pierre Beuffeuil     | Gastone Nencini  |
| 21a    | Troyes - París                   | 200      | Jean Graczyk         | Gastone Nencini  |